# Elsa Paredes de Salazar
Elsa Paredes de Salazar (La Paz, Bolivia; 20 de diciembre de 1918 – La Paz, Bolivia, 13 de diciembre de 2013) fue una investigadora y polifacética periodista boliviana, impulsora de las organizaciones femeninas y coleccionista de muñecas.

## Biografía

### Primeros años
Elsa Paredes nació en la ciudad de La Paz el 20 de diciembre de 1918. Su padre fue el escritor Rigoberto Paredes Iturri y su madre, Haydée Candia Torrico. Sus hermanos fueron Orestes, Mercedes, y los conocidos Antonio Paredes Candia y Rigoberto Paredes Candia. Junto a sus hermanos, Elsa pasó su infancia en la zona norte de la ciudad de La Paz, más precisamente en una casona en la Calle Sucre y Junín, en donde sus padres les transmitieron a sus hijos las pasiones por el arte y la cultura.
Elsa estudió la primaria en la escuela Juana Azurduy de Padilla y la secundaria en el Liceo de Señoritas Venezuela, así como en el Colegio Nacional Ayacucho. Asistió a la Universidad Mayor de San Andrés y se graduó con el título de Cirujano Dentista. Estudió también Derecho y Politología, Periodismo, Bibliotecología y Diseño Artesanal.

### Vida profesional
Fue la primera presidenta de la Unión Femenina Universitaria (U.F.U.), fundada el 14 de septiembre de 1938, mismo año en el que fue elegida como la presidenta del Centro de Estudiantes de Odontología de La Paz; era la primera vez que una mujer recibía este cargo. Fue también delegada por la Facultad de Odontología ante la Federación Universitaria Local (F.U.L.). El 3 de agosto de 1942 fundó, junto a otras personas, la Asociación de Mujeres Universitarias de La Paz, de la que fue vocal por Odontología. De 1958 a 1959, fue presidenta de esta asociación, y con ella logró la gratuidad de consultas atendidas por mujeres profesionales.
Fue la primera vicepresidenta del Comité Pro-Escuela de Periodismo, fundado el 2 de septiembre de 1957. Fue miembro, vicepresidenta (1958) y presidenta (1962 y 1963) del Comité de Damas del Club de Leones de La Paz. Fundó (1958) y fue la primera presidenta de la Confederación de Nacional de Instituciones Femeninas (CONIF). Fue miembro del directorio del Centro Femenino de Cultura Hispana (1959), así como miembro, vicepresidenta (1959) y presidenta (1960) de la Conferencia de Señoras de San Vicente de Paúl. Formó parte de los directorios de la Mesa Redonda Panamericana (1959) y de la Asociación Nacional de Madres (1960).
En 1960 fundó y fue primera presidenta del Consejo Nacional de Mujeres de Bolivia. En su gestión creó un plan de alfabetización para mujeres adultas. Fundó también la institución internacional de Orientación y Protección a la Joven, con fines preventivos. Fue miembro de la Peña de Escritores y Artistas de La Paz, y secretaria del Comité de la Cruz Roja Boliviana. En 1971 fundó la Asociación Renovadora de Estudios Nacionales,
Representó a Bolivia en el VI Congreso "Panamerican Medical Women's Alliance" en Miami (1958), en el Congreso Mundial de la Salud en Little Rock, Arkansas (1958), en el Seminario de la Participación de la Mujer en la Vida Pública en Bogotá (1959), en las reuniones de la Organización para las Obras de Orientación y Protección a la Joven en Lima (1959), Buenos Aires (1960) y Roma (1964). Asimismo, fue parte del 75° Aniversario del Consejo Internacional de la Mujer en Washington (1963). Además fue invitada a Filipinas (1979) y a Tailandia (1981) para presentar la tesis "Integración de la Mujer Campesina"
En el ámbito nacional, fue parte del Consejo Consultativo de la Honorable Alcaldía Municipal durante la gestión del alcalde Armando Escobar (1975), fue elegida Concejal por La Paz y fue presidenta del Honorable Concejo Municipal de La Paz (1986-1987). También fue merecedora de la Medalla de Oro otorgada por el Colegio de Economistas de Bolivia "por su noble y merecida labor dseplegada en pro de la institución" (1989) y de la Medalla de Oro Prócer Pedro Domingo Murillo en el grado Palmas de Oro por su labor como Presidenta del Concejo Municipal (1985-1986).
Como periodista, dictó clases de temática folclórica y sobre cultura en varias ciudades de Estados Unidos. Colaboró en revistas de Bolivia, Panamá, México, España, Perú y Argentina. Trabajó como corresponsal de "La Patria" de la ciudad de Oruro y fundó la revista femenina Superación. Fue presidenta de Nuestra Revista, publicación en la que se difundían las aspiraciones femeninas y se llamaba al respeto a los derechos de las mujeres.

Sobre su persona, el catedrático José María Gutiérrez dijo: 
Doña Elsa Paredes de Salazar siguió cursos de Derecho y Odontología en la Universidad de La Paz, logrando coronar sus brillantes estudios con el grado universitario de Cirujano-dentista en Provisión Nacional. Estudió las Ciencias Políticas y Sociales solo para ampliar su vasta cultura sin que le hubiese seducido la ardua tarea del profesional, aprovechando más bien sus dotes intelectuales al servicio de la sociedad en impulsar vigorosamente instituciones de asistencia social y de difusión de la cultura femenina, labor en la que sin duda ha logrado pleno éxito; sin embargo, la Dra. Paredes de Salazar ha tenido especial cuidado, no solo de analizar cuestiones vinculadas con la familia y la sociedad, sino que ha estudiado problemas históricos y jurídicos de innegable importancia, demostrando su capacidad e ilustración. 

## Vida personal
El 14 de marzo de 1943 contrajo matrimonio con el diplomático de las Naciones Unidas Hugo Salazar Salmón. A partir de entonces, adoptó el apellido de su esposo y pasó a llamarse Elsa Paredes de Salazar. La pareja dio a luz a cuatro hijos: Fernando, Jenny, Edgar Xavier y Roxana. Esta última ahora regenta el Museo Elsa Paredes de Salazar. Muñecas con trajes típicos de Bolivia y el mundo.
Elsa comenzó a coleccionar muñecas desde sus ocho años de edad, y siguió coleccionándolas hasta el día de su muerte. Su colección, de más de 800 muñecas, se trasladó al museo que ahora lleva su nombre, ubicado en la ciudad de La Paz.

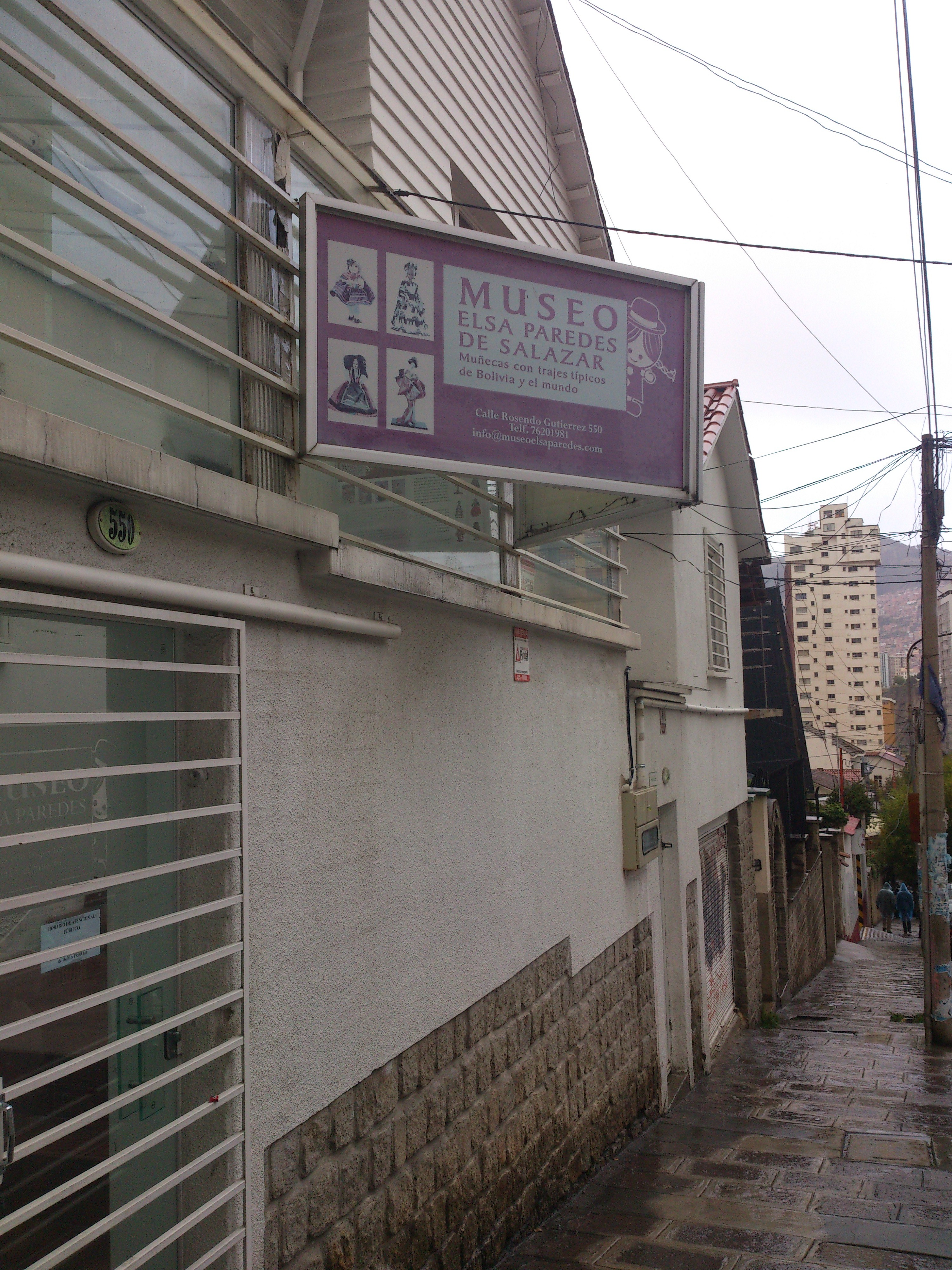
Museo Elsa Paredes de Salazar, La Paz, Bolivia.

## Obra
- Presencia de nuestro pueblo
- Diccionario biográfico de la mujer boliviana (1965)
- La mujer y su época (1972)
- Malinche (1998)

## Museo de muñecas Elsa Paredes de Salazar[6]
La afición de Elsa por las muñecas comenzó cuando ella tenía ocho años. En ese entonces, su madre le regaló dos muñecas: una hecha artesanalmente, vestida con traje típico del Altiplano, y otra de manufactura europea, hecha de porcelana. A partir de ese momento, Elsa coleccionó muñecas hasta el final de sus días. Su pasión la llevó a coleccionar más de 800 muñecas, aunque no todas las adquirió ella, sino que también se las regalaron, sobre todo sus amigos y su esposo, quien era diplomático y estaba constantemente de viaje. Sin embargo, ella no solo coleccionó muñecas ya fabricadas, sino que creó con sus propias manos varias de ellas e incluso les hizo ropa. Actualmente, su colección se exhibe en el museo que lleva su nombre.